# Julija Andrejewna Jefimowa
Julija Andrejewna Jefimowa (russisch Юлия Андреевна Ефимова, wissenschaftliche Transliteration Julija Andreevna Efimova; * 3. April 1992 in Grosny) ist eine russische Brustschwimmerin. Bei Weltmeisterschaften gewann sie sechs Titel.

## Werdegang
Jefimowa wurde in Grosny geboren und zog im Zuge des ersten Tschetschenienkrieges mit ihrer Familie nach Wolgodonsk. Bis zum Jahr 2011 lebte Jefimowa in Taganrog und trainierte dort mit Irina Wjatschanina. Seit März 2011 trainiert sie mit ihrem Trainer Dave Salo zeitweise in den USA. Daneben wird sie in Russland von ihrem Vater Andrei Jefimow betreut.
Das erste Mal trat sie bei den Kurzbahneuropameisterschaften 2007 in Debrecen ins internationale Rampenlicht, als sie überlegen alle Brustdistanzen für sich entschied. Über 100 und 200 m schwamm sie Kurzbahneuroparekorde, wobei sie beim 100 m Rekord als erste Frau unter 1:05,00 Minuten blieb.
Wenige Monate später bei den Europameisterschaften 2008 in Eindhoven triumphierte sie über die 200 m Brust und holte über die 50 m Brust Silber. Auf der 100-m-Distanz verpasste sie den Finaleinzug. Bei den Olympischen Spielen 2008 in Peking wurde sie über die beiden Bruststrecken Vierte und Fünfte.
Bei Olympia 2012 in London gewann sie über 200 m Brust die Bronzemedaille. Im Jahr 2013 wurde sie in Barcelona Weltmeisterin über 200 m und Zweite über 100 m.

### Dopingmissbrauch 2013
Eine „A-Probe“ der Sportlerin ergab im Oktober 2013 ein positives Ergebnis auf das verbotene Steroid Dehydroepiandrosteron (DHEA). Im Mai 2014 wurde sie vom Schwimm-Weltverband FINA für 16 Monate gesperrt.
Alle Ergebnisse seit der Kontrolle am 31. Oktober 2013, darunter vier Titelgewinne bei den Kurzbahneuropameisterschaften 2013, sowie ihre in dieser Zeit aufgestellten Weltrekorde wurden annulliert. Laut dem Urteil habe es sich um keinen gewollten Dopingmissbrauch gehandelt. Sie habe sich beim Kauf eines Nahrungsergänzungsmittels auf die Angaben eines Verkäufers verlassen.

### Doping und Olympia 2016
Im März 2016 wurde bekannt, dass bei Jefimowa die seit dem 1. Januar des Jahres verbotene Substanz Meldonium nachgewiesen wurde. Vom Weltverband wurde sie deshalb provisorisch gesperrt. Nachdem die Welt-Anti-Doping-Agentur im April neue Erkenntnisse über die Abbaudauer von Meldonium bekannt gegeben hatte, wurde die Sperre vom Weltverband im Mai aufgehoben. Jefimowa wurde in der Folge vom Russischen Schwimmverband für die Olympischen Sommerspiele in Rio de Janeiro nominiert.
Im Juli wurde Jefimowa von der FINA im Zusammenhang mit den Erkenntnissen über jahrelanges systematisches Doping in Russland bzw. wegen ihres früheren Dopingvergehens von den Olympischen Spielen ausgeschlossen. Dieser Beschluss wurde jedoch vom Internationalen Sportgerichtshof CAS gekippt, so dass sie starten durfte.
Über die 100 Meter Brust gewann sie in Rio de Janeiro am 9. August die Silbermedaille, worauf die Konkurrentinnen und das Publikum kritisch reagierten.

### Schwimmweltmeisterschaften 2017
In Budapest gewann sie im Juli bei den Schwimmweltmeisterschaften 2017 Bronze über 100 m Brust und drei Tage später auch die Goldmedaille über 200 m Brust. Weitere zwei Tage später, am 30. Juli 2017, gewann sie über 50 m Brust und mit der 4 × 100-m-Lagenstaffel jeweils Silber.

### Schwimmweltmeisterschaften 2019
2019 gewann Jefimowa bei den Schwimmweltmeisterschaften 2019 Bronze über 50 m Brust und Silber über 100 m. Über 200 m Brust gewann sie mit einer Zeit von 2:20,17 min die Goldmedaille.